# Tino-Sven Sušić
Tino-Sven Sušić (ur. 13 lutego 1992 w Sarajewie) – bośniacki piłkarz grający na pozycji środkowego pomocnika. Od 2020 roku jest zawodnikiem klubu FK Sarajevo. Jest synem Seada Sušicia i bratankiem Safeta Sušicia, także piłkarzy i reprezentantów Jugosławii.

## Kariera klubowa
Swoją karierę piłkarską Sušić rozpoczął w Belgii, w klubie CS Visé. W 2007 roku podjął treningi w KRC Genk i trenował w jego młodzieżowych drużynach do 2009 roku. W 2009 roku został zawodnikiem Standardu Liège. W 2010 roku przeszedł do drużyny seniorów Standardu, jednak nie zaliczył w niej debiutu w lidze belgijskiej.
W lipcu 2012 roku Sušić przeszedł na zasadzie wolnego transferu do Hajduka Split. Zadebiutował w nim 22 lipca 2012 w zremisowanym 0:0 wyjazdowym meczu z Istrą 1961. W sezonie 2012/2013 zdobył z Hajdukiem Puchar Chorwacji.
Latem 2016 roku Sušić przeszedł za kwotę 2 milionów euro do KRC Genk. Zadebiutował w nim 11 września 2016 w przegranym 0:2 wyjazdowym meczu ze Standardem Liège.
W 2017 roku Sušić został wypożyczony do Maccabi Tel Awiw, w którym swój debiut zaliczył 9 września 2017 w wygranym 2:0 domowym meczu z Bene Sachnin. W Maccabi spędził pół roku.
Na początku 2018 roku Sušić został zawodnikiem Royal Antwerp FC. Zadebiutował w nim 7 kwietnia 2018 w przegranym 0:4 wyjazdowym meczu z Sint-Truidense VV.
| Sezon   | Klub             | Kraj                 | Rozgrywki     | Mecze | Bramki |
| ------- | ---------------- | -------------------- | ------------- | ----- | ------ |
| 2011/12 | Standard Liège   | Belgia               | Eerste klasse | 0     | 0      |
| 2012/13 | Hajduk Split     | Chorwacja            | Prva HNL      | 17    | 1      |
| 2013/14 | Hajduk Split     | Chorwacja            | Prva HNL      | 32    | 3      |
| 2014/15 | Hajduk Split     | Chorwacja            | Prva HNL      | 26    | 3      |
| 2015/16 | Hajduk Split     | Chorwacja            | Prva HNL      | 27    | 12     |
| 2016/17 | Hajduk Split     | Chorwacja            | Prva HNL      | 2     | 0      |
| 2016/17 | KRC Genk         | Belgia               | Eerste klasse | 15    | 0      |
| 2017/18 | Maccabi Tel Awiw | Izrael               | Ligat ha’Al   | 4     | 0      |
| 2017/18 | Royal Antwerp FC | Belgia               | Eerste klasse | 2     | 0      |
| 2018/19 | VVV Venlo        | Holandia             | Eredivisie    | 27    | 5      |
| 2019/20 | TSV Hartberg     | Austria              | Bundesliga    | 2     | 0      |
| 2019/20 | FK Sarajevo      | Bośnia i Hercegowina | Premijer liga | 2     | 1      |

## Kariera reprezentacyjna
Sušić grał w młodzieżowych reprezentacjach Belgii. W 2014 roku zdecydował się reprezentować Bośnię i Hercegowinę. W reprezentacji Bośni i Hercegowiny zadebiutował 5 marca 2014 w przegranym 0:2 towarzyskim meczu z Egiptem, rozegranym w Innsbrucku. W 11. minucie tego meczu zmienił Samira Muratovicia.